# Maliszewo (Białoruś)
Maliszewo (biał. Ма́лішаў, Maliszau, ros. Малишев, Maliszew) – wieś na Białorusi, w obwodzie homelskim, w rejonie chojnickim. W 1921 roku znajdowało się w niej 30 budynków.